# On My Way
On My Way är en låt framförd av sångaren Omar Naber. Låten är skriven och producerad av artisten själv. Den representerade Slovenien i den första semifinalen av Eurovision Song Contest 2017, med startnummer 17.